# Richie Ryan (politician)
Richie Ryan (n. 27 februarie 1929, Baile Átha Cliath, Statul Liber Irlandez – d. 17 martie 2019, Clonskeagh⁠(d), Dublin, Irlanda) a fost un om politic irlandez, membru al Parlamentului European în perioada 1973 din partea Irlandei.
1. ↑  Taoiseach leads tributes to former Finance Minister Richie Ryan (90) (în engleză), 17 martie 2019, accesat în 1 septembrie 2019
2. 1 2 3 4 5 6 7   https://www.oireachtas.ie/en/members/member/Richie-Ryan.D.1959-07-22 Lipsește sau este vid: |title= (ajutor)
3. 1 2   http://www.assembly.coe.int/nw/xml/AssemblyList/MP-Details-EN.asp?MemberID=1306 Lipsește sau este vid: |title= (ajutor)